# 魯國大長公主

魯國大長公主（？—1009年），趙姓，本名不詳。為北宋太祖趙匡胤皇二女，母孝惠皇后。
開寶五年（972年），封為延慶公主，下嫁左衛將軍石保吉。宋太宗即位後，進封許國公主。淳化元年（990年），改封晉國公主。宋真宗即位後，以真宗堂姊妹身分進封為晉國長公主。大中祥符二年（1009年），進封晉國大長公主。公主逝世後，賜諡賢靖。宋哲宗即位後，在元符年間，追改封為魯國賢靖大長公主。政和年間改號賢肅大長帝姬。